# Sequía en Uruguay de 2022-2023
La sequía en Uruguay de 2022-2023 fue un evento provocado por el fenómeno de La Niña y agravado por las consecuencias del cambio climático, como el aumento de la temperatura. Aunque el evento se desarrolla desde 2018, la situación se agravó a principios de 2023, donde más del 60% del territorio uruguayo se vio afectado por sequía extrema o severa entre los meses de octubre 2022 y febrero de 2023, y las precipitaciones esperadas entre el mismo período, estuvieron por debajo de la media. Esta sequía persistente causó pérdidas de producción de más de 1.000 millones de dólares y complicaciones en el suministro de agua potable. Hacia fines de enero del 2023, previo a la crisis hídrica de la zona metropolitana, la sequía ya afectaba a 75.000 personas en cinco departamentos del interior del país.
En respuesta a la crisis, el gobierno nacional declaró el estado de emergencia agropecuaria en todo el país en octubre de 2022, con vigencia hasta fines de abril de 2023. La sequía provocó una reducción del acceso al agua potable y pérdidas para los productores agrícolas.[cita requerida]

## Registros
Uruguay sufrió varias sequías en los últimos años, las más graves en 2008/09 y 2018. En 2018, la sequía causó unas pérdidas económicas estimadas de 500 millones de dólares en Uruguay y de 3.400 millones de dólares en Argentina. La falta de precipitaciones a principios de 2023 también causó una reducción significativa en la disponibilidad y el acceso al agua en Uruguay, afectando a más de 75.000 personas.

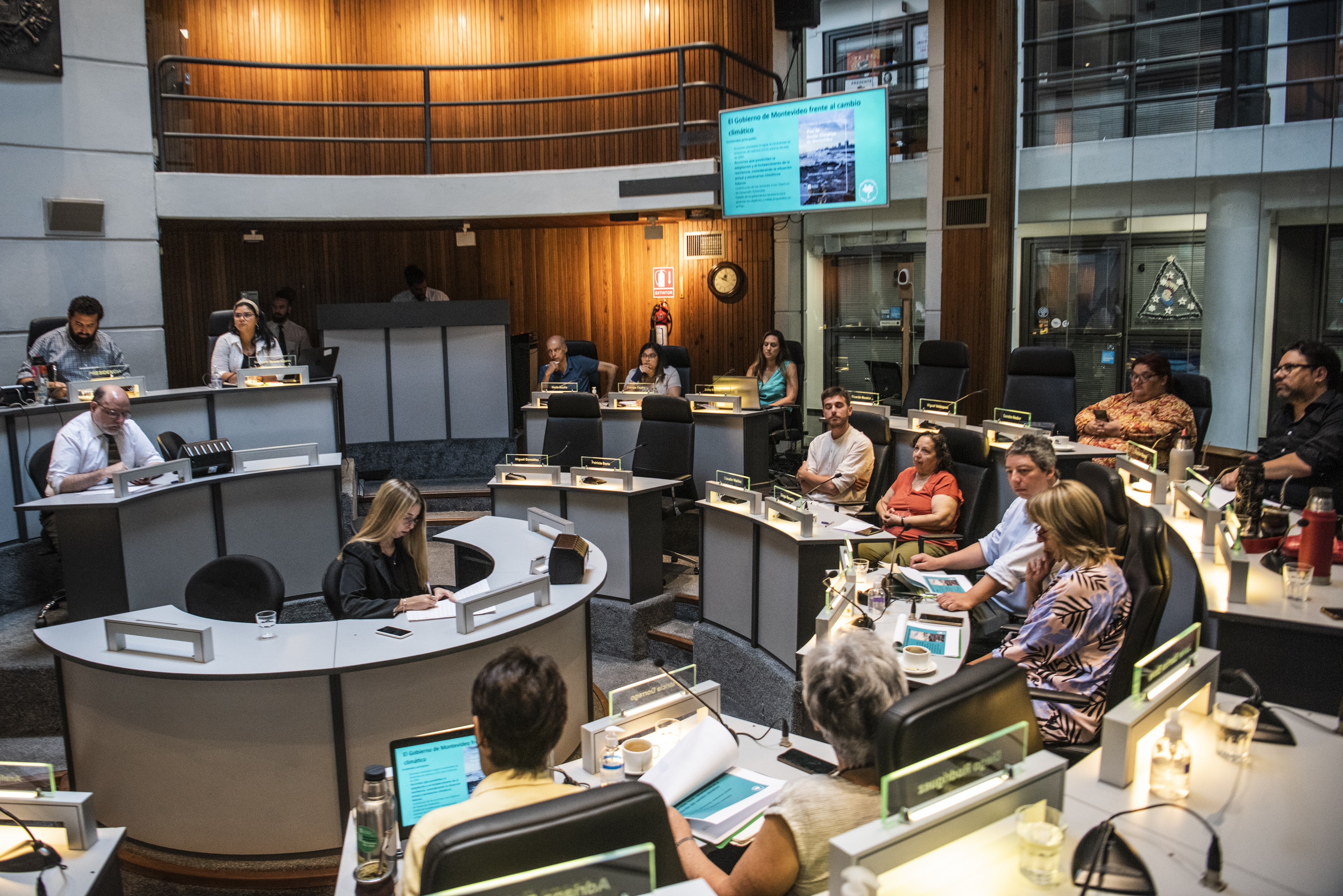
La Junta Departamental de Montevideo anuncia medidas alrededor de la sequía para productores rurales del área de Montevideo rural.

Los agricultores de Uruguay han estado invirtiendo en tecnología para combatir las sequías y mitigar su impacto en el rendimiento de los cultivos. A pesar de ello, el cambio climático sigue afectando a la producción agrícola.
Se lleva desarrollando políticas para gestionar los riesgos climáticos desde principios de la década de 2000, pasando de un enfoque de gestión de catástrofes a otro de gestión de riesgos. Esto incluye medidas como los sistemas de alerta temprana de fenómenos meteorológicos extremos y la mejora de los sistemas de riego para la producción agrícola.
Muchos agricultores argentinos también han alterado sus estrategias de siembra debido a la estación seca, retrasando la fecha en que plantan las semillas para esperar a que llueva más.

## Incendios
Los incendios relacionados con la sequía han sido un problema importante en el país desde 2018. La falta de precipitaciones provocó una importante reducción en la disponibilidad y acceso al agua en el país, con un 20,51% del territorio afectado por condiciones de sequía.
Las altas temperaturas y la falta de precipitaciones caracterizan la actual estación estival en Uruguay, en la que se repiten los incendios sobre todo en los bosques.

## Crisis por falta de agua
En 2017 se tomaron medidas para abordar la crisis del agua en el país, incluido el establecimiento de un Plan Nacional del Agua. Este plan tiene como objetivo garantizar el desarrollo sostenible y el acceso al agua potable para todos los ciudadanos. En el 2019, el Banco Mundial proporcionó más de 141 millones de dólares en préstamos para apoyar este plan y mejorar la sostenibilidad financiera de los servicios de agua y saneamiento de Uruguay.
En octubre de 2022 el Ministerio de Agricultura, Ganadería y Pesca (MGAP) declaró estado de emergencia agropecuaria por un período de 90 días para todo el país debido a las condiciones de sequía.
La falta de precipitaciones a principios de 2023 provocó una reducción significativa de la disponibilidad y el acceso al agua en el país. Este fenómeno tuvo graves repercusiones en las comunidades afectadas, especialmente en las que dependen de la agricultura. El gobierno y las organizaciones de ayuda proporcionaron asistencia a los afectados por esta emergencia.
La situación se complicó aún más por el hecho de que más del 60% del territorio uruguayo sufrió de sequía extrema o grave en octubre de 2022-enero de 2023, lo que llevó a pedir a los ciudadanos que hagan un uso razonable del agua a medida que disminuyen las reservas.
Basándose en los pronósticos sin previsión de precipitaciones, el lunes 19 de junio del 2023 el presidente de la República informó en conferencia de prensa que el gobierno decretaba la emergencia hídrica en el Área metropolitana de Montevideo, Uruguay, donde reside casi el 60% de la población del país.

## Impacto social

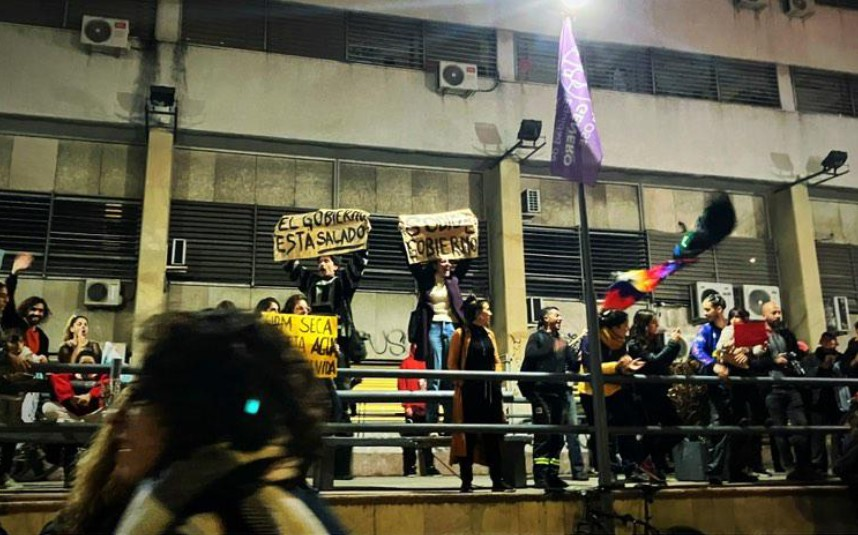
Protestas en mayo de 2023 en Montevideo por la situación del aumento de la salinidad en el agua potable por las bajas reservas de agua dulce.

Durante una severa sequía atravesada durante años en Ciudad del Cabo, Sudáfrica, la cual alcanzó su momento más crítico durante el 2018, se acuñó la expresión de "Día Cero" para referirse al día en que la ciudad se quedaría sin agua potable. Esta situación sucedió en Montevideo en junio del 2023, convirtiéndose en el primer caso mundial de una capital sin agua potable en el siglo XXI.
La situación se vio reflejada tanto en la prensa local como extranjera. En el caso local, desde Caras y Caretas, revista semanal uruguaya, se habla de la aprobación en la Cámara de Senadores (Uruguay) y en la Cámara de Representantes de Uruguay de la creación del Fondo de Emergencia Hídrica durante la jornada del 5 de julio del 2023, al igual que en La Diaria periódico uruguayo donde también se hace referencia a la aprobación del fondo de emergencia.
Desde la prensa extranjera se ha hecho seguimiento a la situación. Por ejemplo, desde la Deutsche Welle se ha informando el que se haya decretado la emergencia hídrica y desde la CNN en Español se relata que, según un especialista consultado, desde el gobierno: "No se respondió adecuadamente a la crisis".

### Protestas
Durante los meses de abril, mayo y junio, hubo protestas en diferentes puntos de Montevideo, bajo el lema «No es sequía, es saqueo». Los manifestantes se referían así a la situación de forestación de eucaliptos y el uso intensivo por parte de los productores agrícolas de la cuenca del Río Santa Lucía.